# دولانی (ناحیه اولومووتس)
دولانی (به چکی: Dolany) یک منطقهٔ مسکونی در جمهوری چک است که در ناحیه اولومووتس واقع شده‌است. دولانی ۲۳٫۷۶ کیلومتر مربع مساحت و ۲٬۵۶۶ نفر جمعیت دارد و ۵۴۲ متر بالاتر از سطح دریا واقع شده‌است.